# François Blanc

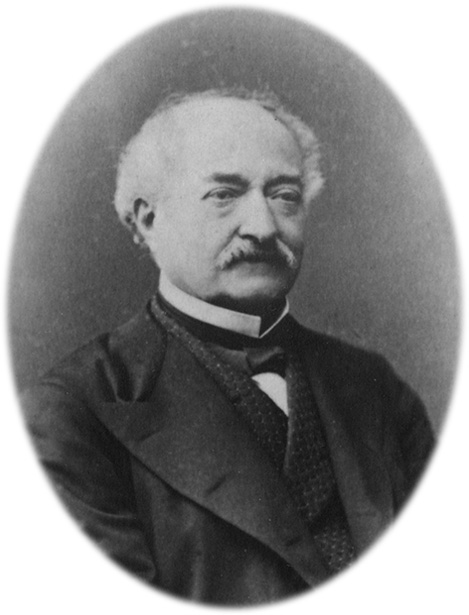
Porträt von François Blanc

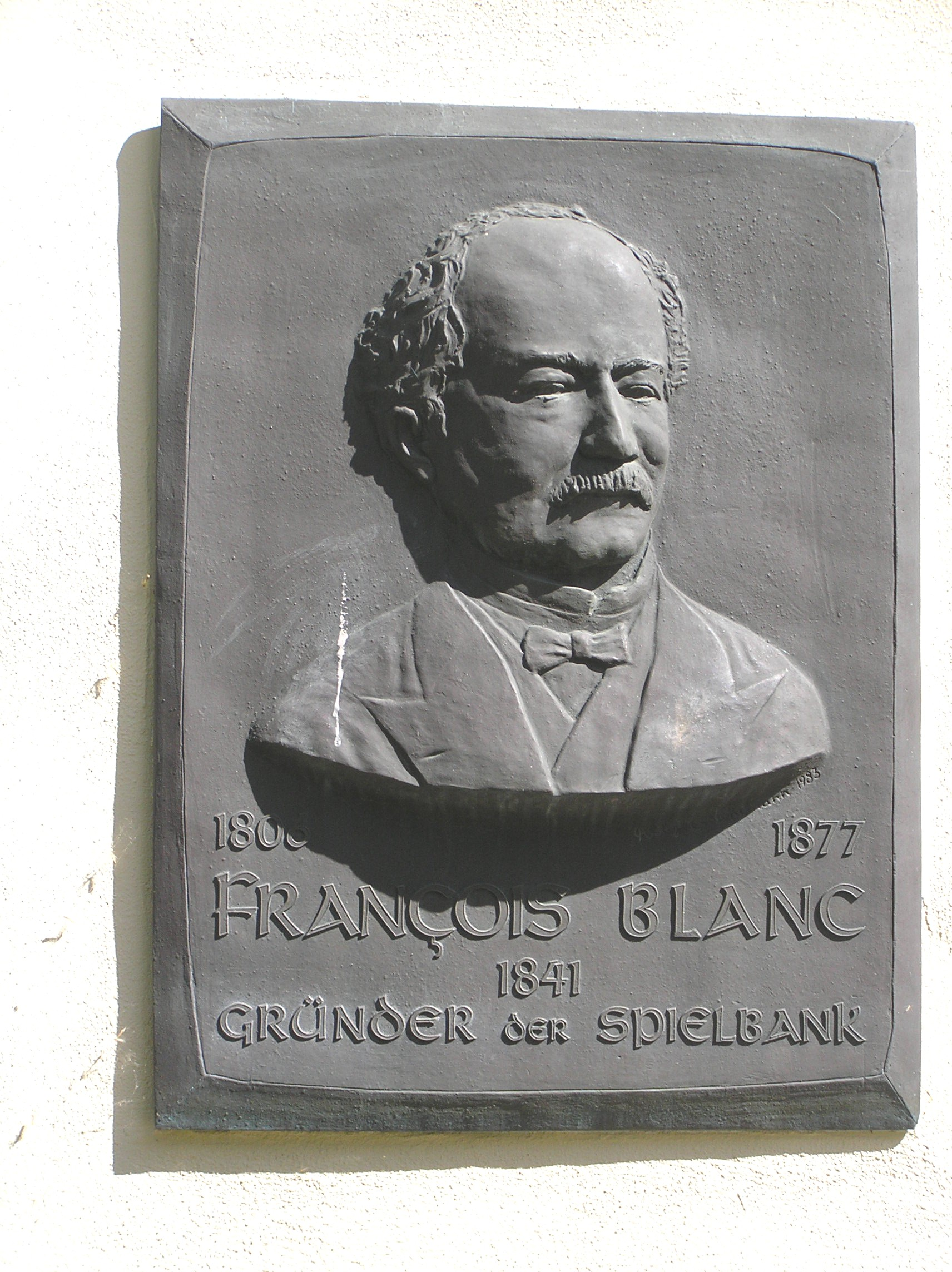
François Blanc (Bronzetafel an der Spielbank Bad Homburg)

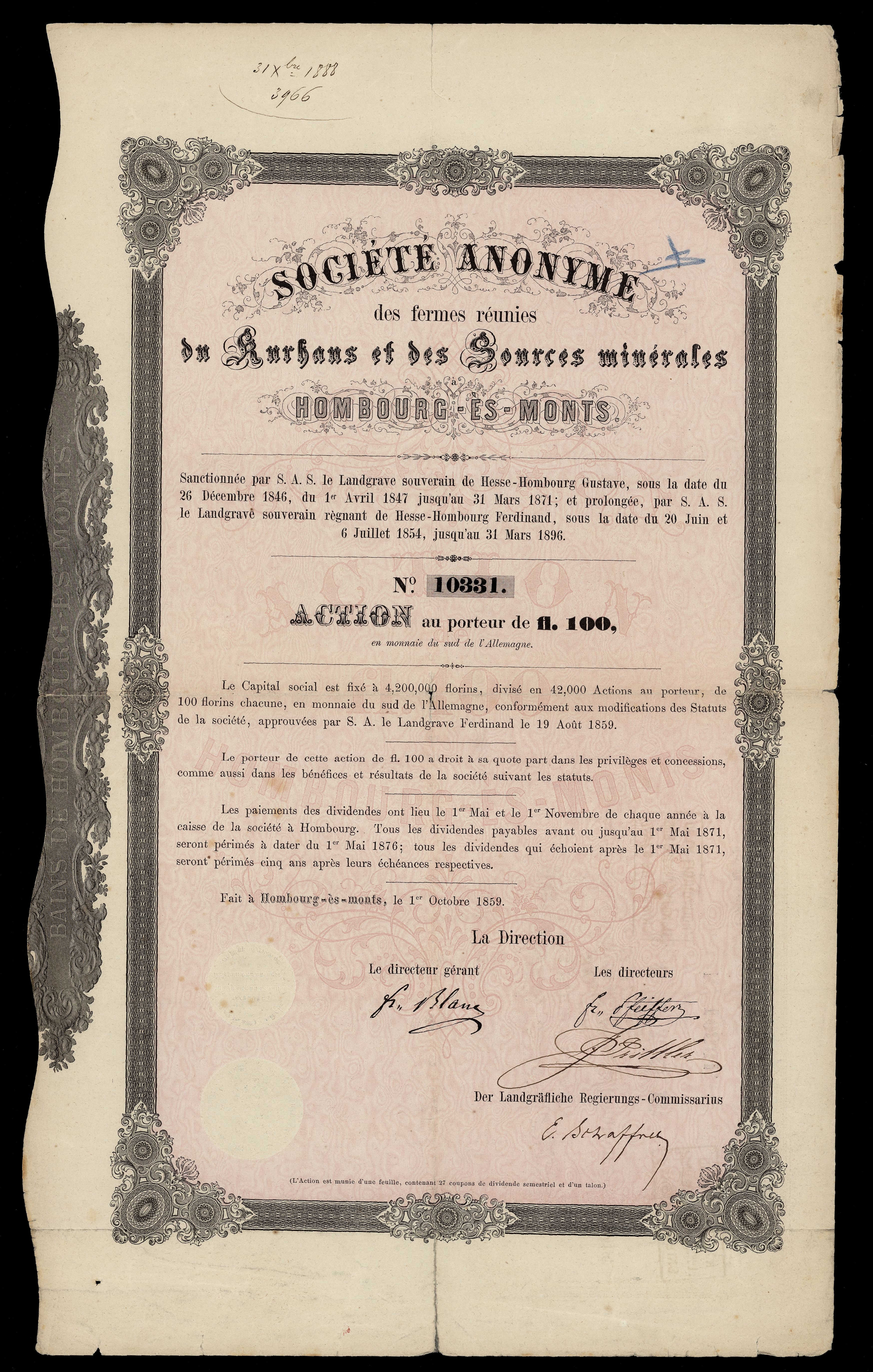
Aktie der „Société anonyme des fermes réunies du Kurhaus et des Sources minérales à Hombourg-ès-monts“ vom 1. Oktober 1859 mit Unterschrift von François Blanc

François Blanc (* 12. Dezember 1806 in Courthézon, Département Vaucluse, Frankreich; † 27. Juli 1877 in Leukerbad, Wallis, Schweiz) war ein französischer Mathematiker und Finanzier. Blanc berechnete für einen Freund die Gewinnchancen und entwickelte das Spielfeld des Roulette und nahm das Zéro (Null) und Doublezéro (Doppel-Null) als 37. und 38. Zahl in den Roulette-Kessel auf, um den Bankvorteil zu garantieren.
François war zunächst in Bordeaux gemeinsam mit seinem eineiigen Zwillingsbruder Louis (1806–1850) im Bankgeschäft tätig. Dabei verdienten sie Geld mit Insidergeschäften, indem sie die Kursschwankungen der Pariser Börse vorzeitig in Erfahrung brachten. Die Information wurde über das damals dem Staatsdienst vorbehaltene optische Telegrafensystem übermittelt, was die Bestechung der Beamten nötig machte, um eine private Nutzung zu ermöglichen.
Nachdem dies aufgeflogen war, betrieben die Brüder erst Bankgeschäfte und Börsenspekulationen in Paris, dann in Luxemburg ein kleines Casino. Nach Verhandlungen mit dem damaligen Gouverneur von Luxemburg, Landgraf Ludwig von Hessen-Homburg, und dann dessen Nachfolger Philipp von Hessen-Homburg, gründeten sie 1841 die Spielbank Homburg im heutigen Bad Homburg vor der Höhe. Auf Betreiben Louis’ wurde dort das Doppelzéro beim Roulette wieder abgeschafft. Dadurch erhöhten sich die Gewinnchancen für die Spielenden, wodurch die Anziehungskraft der Spielbank von Bad Homburg wuchs.
1863 erhielt Blanc eine 50-jährige Konzession für den Betrieb einer Spielbank in Monaco. Um die damals noch beschwerliche Reise nach Monaco zu erleichtern, verhandelte er mit den französischen Behörden und Eisenbahngesellschaften über den Bau einer Küstenstraße und einer Eisenbahnstrecke entlang der Französischen Riviera, welche er aus den Einnahmen des Casinos mitfinanzierte.
Nach seinem Tod 1877 übernahm seine Witwe Marie Blanc seine Position als Generaldirektor der Casino-Gesellschaft von Monte Carlo.
François Blanc ruht im Familiengrab auf dem Cimetière du Père-Lachaise in Paris.